# Hišno ime
Hišna imena, tudi domača ali vúlgo imena so imena, ki so jih uvajali ljudje sami in ne oblasti, kot je bilo pri priimkih. 

## Nastanek hišnih imen
Nastanku hišnih imen so botrovale pravzaprav iste navezne okoliščine kot pri priimkih (osebna imena, stan, krajevna imena, vzdevki ...). Glede vprašanja, ali so bila prej hišna imena ali priimki, rodoslovec Janez Toplišek podaja, da o tem ni mogoče govoriti posplošeno, saj so obstajale razlike med mestom in podeželjem, ter med različnimi kraji in pokrajinami. Nadalje pojasnjuje, da je nastanek priimkov razmeroma znan, zagotovo pa da je možno trditi, da so nekakšna imenovanja (oseb, hiš, kmetij) morala obstajati že pred priimki, saj so sosedje le tako lahko povedali, o kom govorijo. To so bila imena, ki so se držala hiše, kmetije, domačije oziroma hišna imena. Razvojno jih je težko opredeliti, saj so med drugim nastala tudi po tem, ko je gospodar že dolgo časa nosil drugačen priimek. 

## Hišna imena danes
Hišna imena so živa še danes, predvsem na podeželju, v kmečkem okolju in ostanejo pri hiši, ne glede na to, da se v njih menjavajo gospodarji z različnimi priimki.

## Značilnosti
Hišno ime je drugačno od priimka in je vezano na hišo ali kmetijo. Hišno ime se ne spreminja, četudi dobi hiša in kmetija novega gospodarja, z drugačnim priimkom. V hišnih imenih se ohranja dediščina krajevnih imen, večina je nastala iz mikrotoponimov, ledinskih imen, imen živali, rastiln, dreves, dejavnosti, ki so jih opravljali pri hiši.